# Pushmataha
Pushmataha (Push-Ma-Ta-Ha) (1764 - 24 décembre 1824) était un guerrier et un chef amérindien du peuple chacta.

## Biographie
Né vers 1764 dans l'actuel Mississippi, Pushmataha est un guerrier respecté lorsqu'il combat les Osages et les Caddos.
Il devient chef de sa nation en 1805. Pushmataha soutient les États-Unis contre Tecumseh qui veut intégrer les Chactas dans sa confédération.
Plus tard, il s'oppose aux Creeks Red Sticks sous les ordres de William Weatherford et combat durant la guerre anglo-américaine de 1812 contre l'Empire britannique.

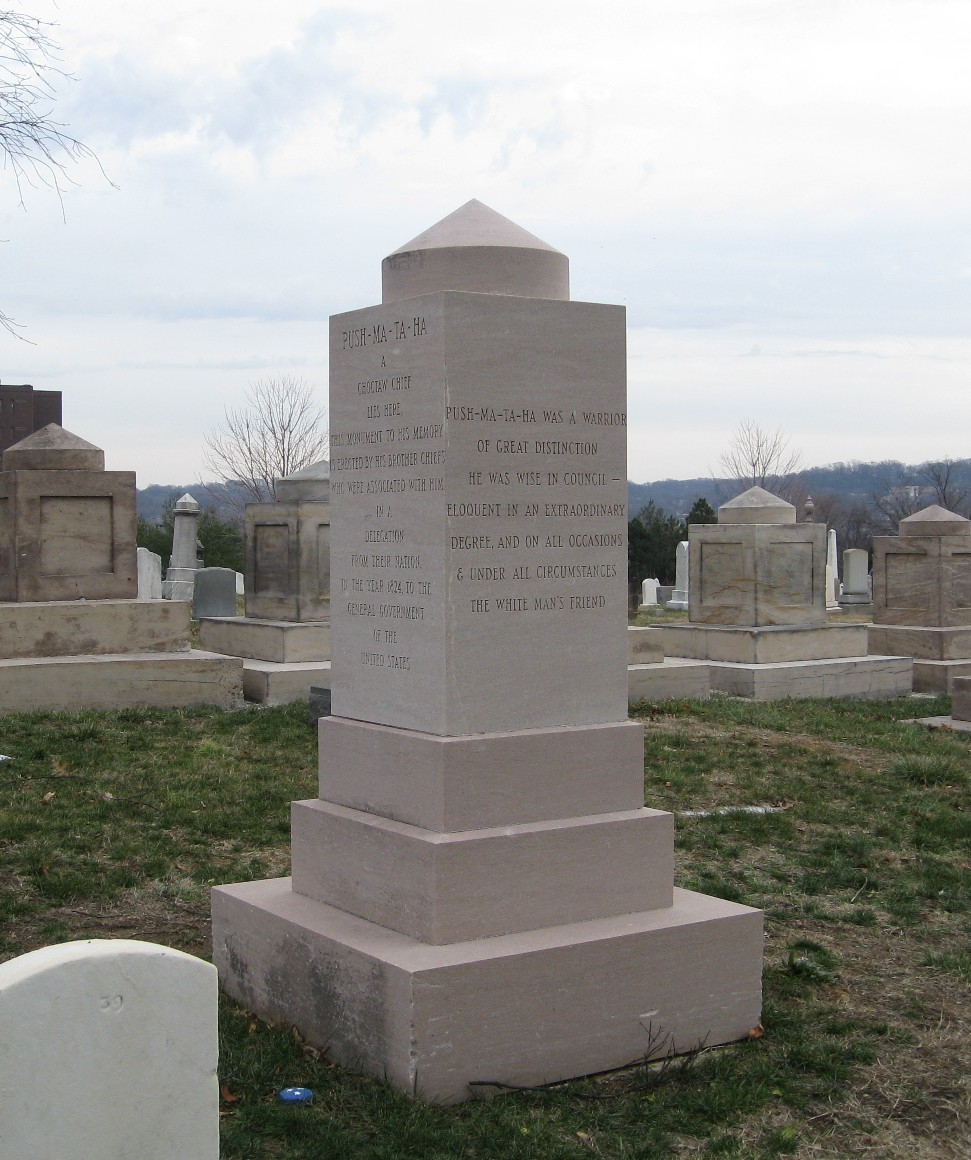
Tombe de Pushmataha au cimetière du Congrès.

Durant son service dans l'US Army, il fut promu lieutenant-colonel. On lui donna le surnom de General Indian. Il participa avec son compagnon d'armes, Louis LeFleur, à la création du poste militaire, appelé French Camp, dans le Mississippi. Sa nièce Rebecca Cravat (fille de Jean Cravat, militaire français en poste à Fort Rosalie et de Nehotima sœur de Pushmataha) épousa Louis LeFleur.
Membre de la grande délégation des tribus indiennes qui se rend à Washington en 1824, il rencontre le général La Fayette lors du retour triomphal de ce dernier en Amérique.
Séjournant à l'hôtel Tennison, sur Pennsylvania Avenue, il meurt brusquement d'une affection de la gorge le 24 décembre 1824.
Son éloge funèbre est prononcé au Sénat des États-Unis et il est enterré au cimetière du Congrès avec les honneurs militaires.

## Hommage
Le comté de Pushmataha situé dans l'État de l'Oklahoma porte son nom.